# Miskow Makwarth
Rogert Camillo Miskow Makwarth (5. november 1905 i Sørup, Svendborg – 13. december 1992) var en dansk skuespiller.
Han blev uddannet på Dansk Skolescene i 1926, men debuterede allerede året inden på Aarhus Teater.
Herudover har han også taget en uddannelse på teaterinstruktør.
Efter en række engagementer på bl.a. Dagmarteatret, Allé Scenen og Det ny Teater, var han en række år instruktør på Aarhus Teater.
Blandt Miskow Makwarths fremtrædende roller på scenen kan bl.a. nævnes Den politiske kandestøber, Erasmus Montanus, Oliver Twist og Den stundesløse.
Gennem sin karriere gæstespillede han også i flere omgange på Nationalscenen i Bergen.

## Udvalgt filmografi
- Provinsen kalder – 1935
- Inkognito – 1937
- Flådens blå matroser – 1937
- Mordets melodi – 1944
- Sikken en nat – 1947
- Tre år efter – 1948
- Som sendt fra himlen – 1951
- Bag de røde porte – 1951
- Det store løb – 1952
- Kongeligt besøg – 1954
- Ild og Jord – 1955
- Min datter Nelly – 1955
- Det var på Rundetårn – 1955
- Færgekroen – 1956
- Tag til marked i Fjordby – 1957
- Natlogi betalt – 1957
- Krudt og klunker – 1958
- Støv på hjernen – 1961
- Sorte Shara – 1961
- Tine – 1964
- Premiere i helvede – 1964
- En ven i bolignøden – 1965
- Nyhavns glade gutter – 1967
- Dyrlægens plejebørn – 1968
- Min søsters børn vælter byen – 1968
- Den røde rubin – 1969
- Ta' lidt solskin – 1969
- Der kom en soldat – 1969
- Præriens skrappe drenge – 1970
- Tandlæge på sengekanten – 1971
- Rektor på sengekanten – 1972
- Romantik på sengekanten – 1973
- Julefrokosten – 1976